# Rein Pol
Rein Pol (Groningen, 1949) is een Nederlands kunstschilder die als Noordelijk Figuratief Schilder kan worden geplaatst in de stromingen van het Noordelijk realisme en het onafhankelijk realisme.

## Biografie
Pol studeerde van 1971 tot 1976 'schilderen en grafiek' aan de Groninger Kunstacademie Minerva. Aan diezelfde academie gaf hij ook vijftien jaar les. Vanaf 1976 werd Pol schilder. Hij heeft in zijn werk veel oog voor details en compositie. Verschillende van zijn schilderijen zijn in handen van het Drents Museum in Assen en Museum Drachten te Drachten.
Sinds 2008 geeft Pol een masterclass figuratief schilderen aan de Klassieke Academie in Groningen.
In 2009 voltooide Pol zijn Magnum Opus, het groepsportret Pollegorie, een drieluik van 240 bij 600 cm. In deze verbeelding van zijn levensverhaal verwerkte hij tal van thema's uit zijn eerdere werk. De thema's en personen zijn geordend in drie fasen: de kinderlijke verwachting, de bloei van het volwassen leven en het onvermijdelijke verval. Het werk laat Pol's fascinatie met de schoonheid van de vergankelijkheid zien. Het drieluik, en daarvan name het grote middenpaneel, toont goed getroffen portretten van meer dan veertig collega's, vrienden en familieleden. De ondertitel een hommage aan het Noordelijk Realisme markeert Pol's positie in de figuratieve traditie zoals deze zich aan het einde van de 20e en in het begin van de 21e eeuw ontwikkelde in Noord Nederland.

## Publieke collecties
Werk van Rein Pol is onder andere te vinden in openbare collecties van:
- Drents Museum in Assen
- Museum Møhlmann in Appingedam
- Museum Drachten in Drachten
- Museum De Buitenplaats in Eelde
- Museum en galerie Van Lien in Fijnaart
- Museum De Weem in Westeremden
- Vrije Universiteit in Amsterdam

## Exposities (selectie)
- 1982/1983: USA tournee Reality Revisited, Washington, Grand Rapids, Harrisburg, New York
- 1984: Perth, William Curtis Gallery
- 1987: Keulen, Inter Art Galerie
- 1987: Bazel, galerie Reich
- 1992: Assen, Drents Museum
- 1995: Amsterdam, KunstRAI
- 1996: Grand Rapids, Words & Images, Art Revisited
- 1997: Westeremden, Tussenstation, overzichtsexpositie
- 1998: Maastricht, MECC, kunstbeurs
- 1999: Amsterdam, kunstRAI
- 2000: Venhuizen, Museum & Galerie Rob Møhlmann
- 2001: Eelde, Nederlandse figuratieve kunst na '45, IV, Museum De Buitenplaats
- 2002: Bad Frankenhausen, Zeitgenössische Stilleben in Europa,
- 2003: Tingvoll, Noorwegen, Drøppinggården, Kulturvekkå, solotentoonstelling
- 2004: Krakow, Drents Museum en ING collectie, Malarze Rzeczywistosci
- 2005: Amsterdam, Realisme 05 met Kunsthandel Harms, Rolde
- 2006: Den Haag, Morsdood, gestorven dieren, Jubileumtentoonstelling Robin d'Arcy Shillcock
- 2009/2010: Eelde, Rein Pol in Tegenpolen, overzichtstentoonstelling Museum De Buitenplaats
- 2013: Zeist, Pollegorie, solotentoonstelling in Slot Zeist
- 2015: Groningen, Blauwe Engelen in het Koor, solotentoonstelling, Martinikerk
- 2017: Appingedam, Onafhankelijk Realisten Tentoonstelling, Museum Møhlmann

## Afbeeldingen

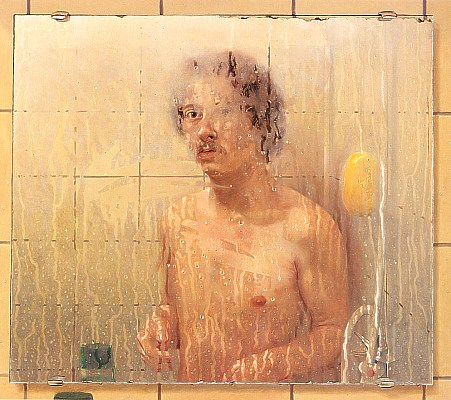
Zelfportret in beslagen badkamerspiegel, Rein Pol 1976, Olieverf op paneel 44 x 50 cm
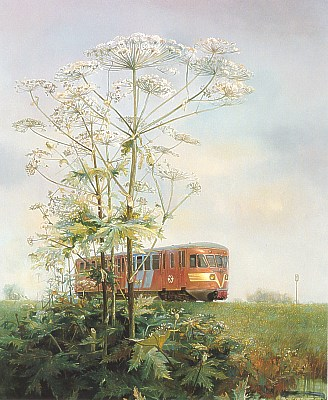
De Blauwe Engel - lente, Rein Pol 1994, Olieverf op paneel 80 x 66 cm
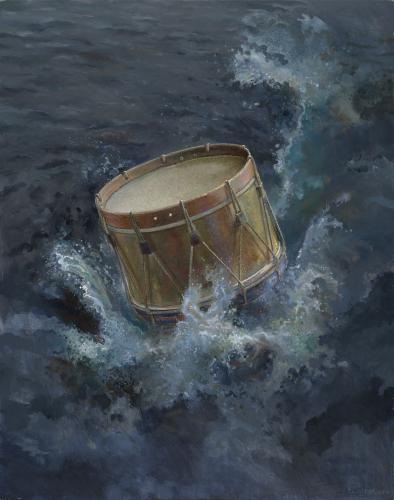
Watermusic, Rein Pol 2014, Olieverf op paneel 95 x 75 cm

- International Standard Name Identifier: 0000 0000 4668 8104
- Library of Congress Control Number: n97119870
- Nederlandse Thesaurus van Auteursnamen: 158390202
- RKD-Nederlands Instituut voor Kunstgeschiedenis: 64039
- Virtual International Authority File: 48519852
- WorldCat: E39PBJkdj4Rc9tmGkbF8vt8cT3